# Caussols
Caussols är en kommun i departementet Alpes-Maritimes i regionen Provence-Alpes-Côte d'Azur i sydöstra Frankrike. Kommunen ligger  i kantonen Le Bar-sur-Loup som ligger i arrondissementet Grasse. År 2022 hade Caussols 322 invånare.

## Befolkningsutveckling
Antalet invånare i kommunen Caussols
Referens: INSEE

## Galleri

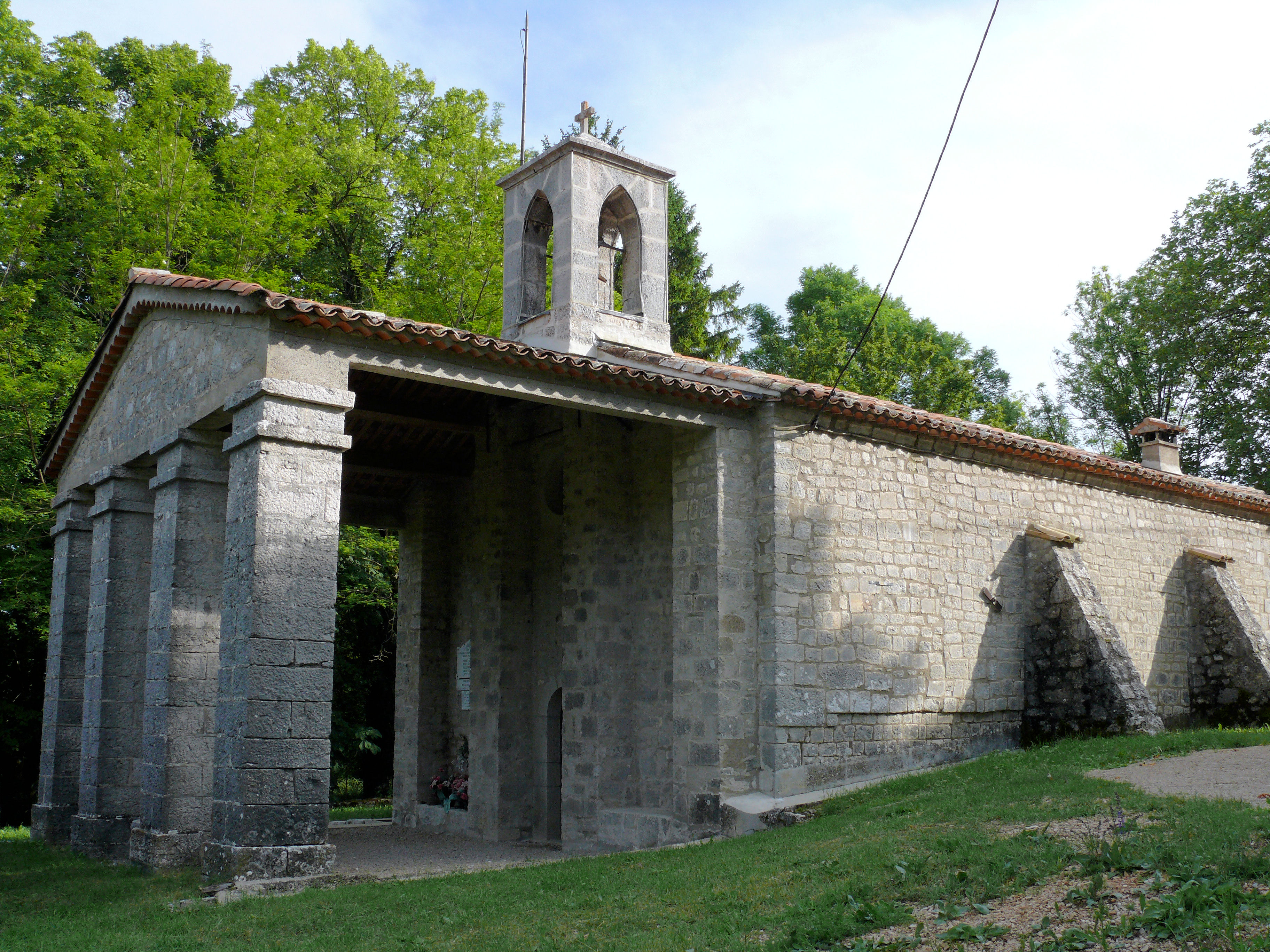
Kyrkan
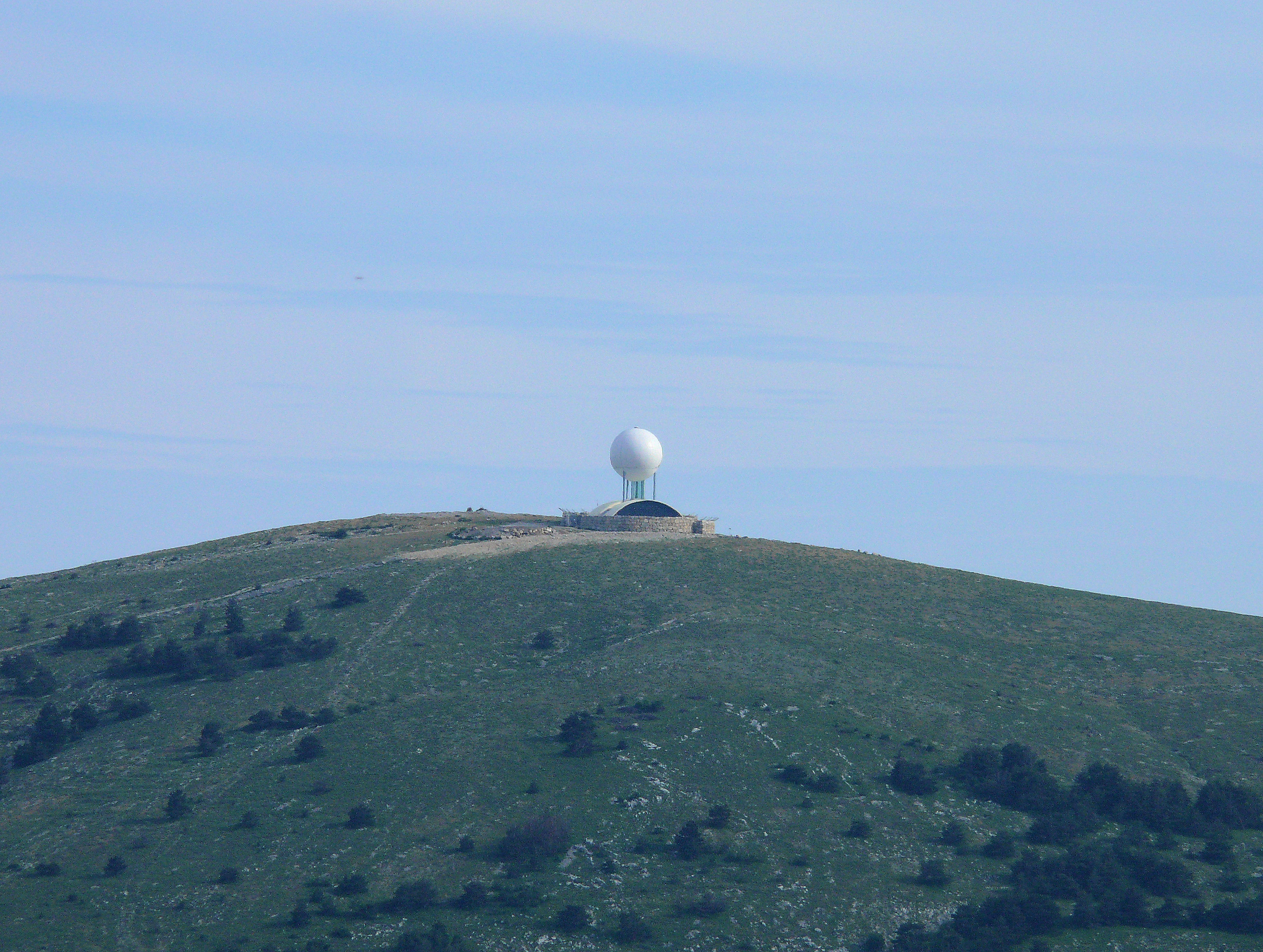
Civil radaranläggning